# 帕爾多山脈國家公園

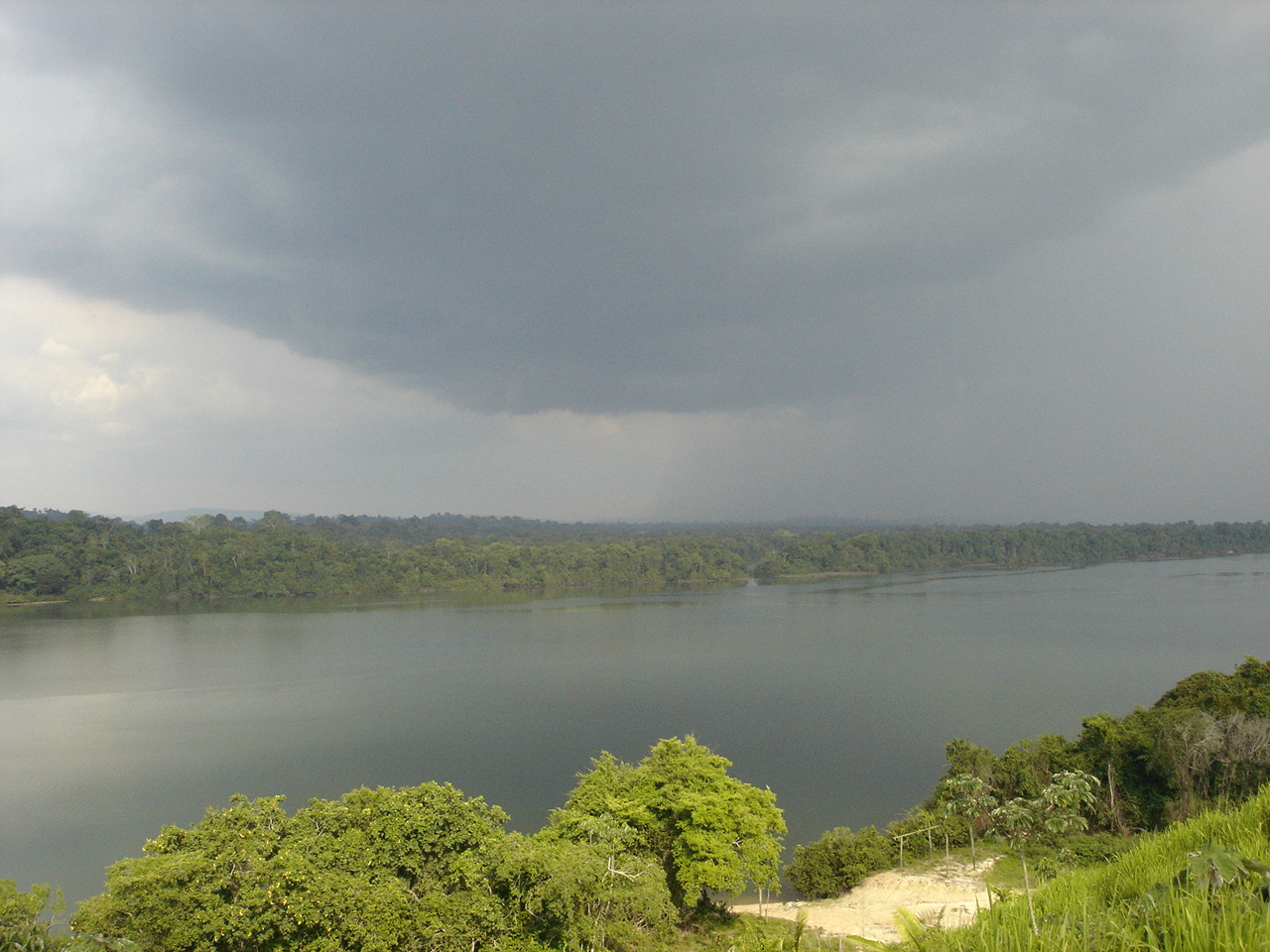

5°28′48″S 52°59′20″W / 5.48°S 52.989°W
帕爾多山脈國家公園（葡萄牙語：Parque Nacional da Serra do Pardo），是巴西的國家公園，位於該國北部帕拉州，成立於2005年2月17日，佔地44.5萬公頃，最高點海拔高度546米，覆蓋欣古河畔聖費利斯和阿爾塔米拉地區。